# فهرست آثار ملی شهرستان ابهر
شهرستان ابهر یکی از شهرهای شمال باختر ایران است. مرکز این شهرستان، شهر ابهر است.
ابهر در قدیم اوهر نامیده می‌شده‌است. مردم محلی به آن اَبَر می‌گویند. نام ابهر از آب+هر تشکیل شده و در زبان تاتی به معنی آب آسیاب است. ریزابه‌های ابهررود از قدیم آسیاب‌های زیادی را به چرخش درآورده که امروزه نیز چنین است.

## آثار ثبت‌شده
| ردیف | نام اثر                    | نگاره | دیرینگی                                         | موقعیت | شمارهٔ ثبت | تاریخ ثبت  | منبع  |
| ---- | -------------------------- | ----- | ----------------------------------------------- | --- | --------- | ---------- | ----- |
| ۱    | گنبد سلطانیه               |       | ایلخانیان                                       | بخش سلطانیه، در وسط دهکده سلطانیه جدید ۳۶°۲۶′۱٫۶۹۶۳۸″ شمالی ۴۸°۴۷′۴۵٫۳۹۳۷۹″ شرقی / ۳۶٫۴۳۳۸۰۴۵۵۰۰°شمالی ۴۸٫۷۹۵۹۴۲۷۱۹۴°شرقی | ۱۶۶       | ۱۳۱۰/۱۰/۱۵ | [ ۳ ] |
| ۲    | مقبره چلپی اوغلی           |       | ایلخانیان                                       | بخش سلطانیه شهرستان ابهر                                                                                                  | ۱۶۷       | ۱۳۱۰/۱۰/۱۵ |       |
| ۳    | مقبره ملا حسن شیرازی       |       | اوائل صفویه                                     | بخش سلطانیه، قسمت غربی دهکده جدید                                                                                         | ۱۶۸       | ۱۳۱۰/۱۰/۱۵ |       |
| ۴    | امامزاده یحیی              |       | قرن ۷ و ۸ ق                                     | در بخش صائین قلعه | ۹۸۰       | ۱۳۵۳/۰۷/۰۱ |       |
| ۵    | آرامگاه پیر احمد زهرنوش    |       | قرن ۶ و ۷ ق                                     | حاشیه جنوبی ابهر | ۹۸۱       | ۱۳۵۳/۰۷/۰۱ |       |
| ۶    | شاهزاده زیدالکبیر          |       | قرن ۵ و ۶ ق                                     | در حاشیه شرقی ابهر | ۹۸۲       | ۱۳۵۳/۰۷/۰۱ |       |
| ۷    | تپه قلعه سلطانیه           |       | هزاره یک ق‌م                                     | ۱ کیلومتری غرب سلطانیه | ۹۸۹       | ۱۳۵۳/۰۷/۰۲ |       |
| ۸    | امامزاده اسماعیل           |       | صفوی                                            | غرب شناط ابهر | ۱۰۱۴      | ۱۳۵۳/۰۸/۱۴ |       |
| ۹    | نقش برجسته و معبد اژدها    |       | ساسانی ـ مغول                                   | ۵ کیلومتری جنوب شرق قریه وینیر                                                                                            | ۱۰۲۶      | ۱۳۵۳/۱۲/۰۳ |       |
| ۱۰   | مراد تپه                   |       | قرن ۶ و ۷ ق                                     | قریه یوسف آباد | ۱۱۳۲      | ۱۳۵۴/۰۹/۱۷ |       |
| ۱۱   | تپه قلعه باشی              |       | قرن ۶ و ۷ ق                                     | قریه الکریز | ۱۳۸۶      | ۱۳۵۶/۰۲/۱۹ |       |
| ۱۲   | تپه ارهان                  |       | قرن ۶ و ۷ ق                                     | منطقه ابهر رود در کنار قریه الکریز                                                                                        | ۱۴۵۹      | ۱۳۵۶/۰۷/۱۱ |       |
| ۱۳   | مدرسه علمیه هیدج           |       | اواخر قاجار                                     | ابهر، هیدج | ۲۳۸۷      | ۱۳۷۸/۰۶/۰۲ |       |
| ۱۴   | قنات جلو خان (سلطانیه)     |       | ایلخانیان                                       | شهرستان ابهر، بخش سلطانیه، ضلع غربی گنبد سلطانیه                                                                          | ۳۷۸۸      | ۱۳۸۰/۰۶/۱۲ |       |
| ۱۵   | غسالخانه قدیمی سلطانیه     |       | اواخر قاجار                                     | شهرستان ابهر، شهر سلطانیه                                                                                                 | ۳۸۴۶      | ۱۳۸۰/۰۲/۲۵ |       |
| ۱۶   | قلعه تپه ابهر              |       | تاریخی ـ اسلامی                                 | شهرستان ابهر، فاصله ۲۰ متری، خیابان خلیل طهماسبی، روبروی شبکه بهداشتی شهرستان ابهر                                        | ۶۱۷۰      | ۱۳۸۱/۰۷/۰۷ |       |
| ۱۷   | محوطه نوروز بولاغی         |       | ساسانی ـ قرون اولیه و میانی اسلام               | شهرستان ابهر، بخش مرکزی، دهستان ابهررود و حومه، ۱/۴ کیلومتری جنوب روستای کینه ورس                                         | ۱۵۴۲۸     | ۱۳۸۵/۰۳/۱۷ |       |
| ۱۸   | محوطه قاراقیه              |       | عصرآهن                                          | شهرستان ابهر، بخش مرکزی، دهستان ابهررود و حومه، ۳۰۰ م جنوب غرب روستای حصار عبدالکریم                                      | ۱۵۴۲۹     | ۱۳۸۵/۰۳/۱۷ |       |
| ۱۹   | محوطه اندویل               |       | قرون اولیه و میانی اسلام                        | شهرستان ابهر، بخش مرکزی، دهستان ابهررود و حومه، ۱/۳ کیلومتری شمال روستای کینه ورس                                         | ۱۵۴۳۰     | ۱۳۸۵/۰۳/۱۷ |       |
| ۲۰   | محوطه گوجا دوزه            |       | مس و سنگ ـ برنز                                 | شهرستان ابهر، بخش مرکزی، دهستان ابهررود و حومه، حدود۶۰۰ م غرب روستای علی بولاغی، درمسیر جاده معدن                         | ۱۵۴۳۲     | ۱۳۸۵/۰۳/۱۷ |       |
| ۲۱   | تپه قشلاق                  |       | مس و سنگ ـ برنز                                 | شهرستان ابهر، بخش مرکزی، دهستان ابهررود و حومه، حدود ۴ کیلومتری شمال غرب روستای قفس آباد                                  | ۱۵۴۳۵     | ۱۳۸۵/۰۳/۱۷ |       |
| ۲۲   | محوطه داوداولن یر          |       | قرون اولیه و میانه اسلامی                       | شهرستان ابهر، بخش مرکزی، دهستان حومه، ۱/۵ ک. م شمال غرب روستای حسینَ آباد قارقالو                                          | ۱۶۱۸۰     | ۱۳۸۵/۰۶/۲۰ |       |
| ۲۳   | محوطه چوپان چاناغی         |       | قرون میانی اسلام                                | شهرستان ابهر، بخش مرکزی، دهستان ابهررود، حدود ۵ کیلومتری شمال روستای میمون دره، بین زمین‌های زراعی                         | ۱۶۱۸۳     | ۱۳۸۵/۰۶/۲۰ |       |
| ۲۴   | محوطهٔ دربند ۱              |       | عصرآهن                                          | شهرستان ابهر، بخش مرکزی، دهستان حومه، ۱/۶ کیلومتری شمال روستای بهاور                                                      | ۱۶۱۸۴     | ۱۳۸۵/۰۶/۲۰ |       |
| ۲۵   | محوطه قیزلار قلعه سی اسپاس |       | قرون میانی اسلام                                | شهرستان ابهر، بخش مرکزی، دهستان ابهررود، حدود ۴ کیلومتری جنوب روستای اسپاس                                                | ۱۶۱۸۶     | ۱۳۸۵/۰۶/۲۰ |       |
| ۲۶   | تپه غلامعلی داغی           |       | اشکانی                                          | شهرستان ابهر، بخش مرکزی، دهستان ابهر رود، ۴۴۰ م شمال روستای متروکه شاه بولاغی                                             | ۱۶۵۶۲     | ۱۳۸۵/۰۸/۲۷ |       |
| ۲۷   | محوطه چخماق لوخ            |       | عصر مس و سنگ ـ برنز ـ آهن                       | شهرستان ابهر، بخش مرکزی، دهستان ابهر رود، ۱/۳ کیلومتری شمال غرب روستای قره آغاج                                           | ۱۶۵۶۳     | ۱۳۸۵/۰۸/۲۷ |       |
| ۲۸   | تپه علی‌یورد                |       | برنز ـ آهن ـ اشکانی ـ قرون اولیه و میانه اسلامی | شهرستان ابهر، بخش مرکزی، دهستان صایین قلعه، روستای پیرزاغه، یک کیلومتری روستای پیرزاغه                                    | ۲۰۴۵۱     | ۱۳۸۶/۱۰/۱۲ |       |
| ۲۹   | تپه کول تپه ۱              |       | اشکانی                                          | شهرستان ابهر، بخش سلطانیه، دهستان سلطانیه، روستای سلطانیه، ۳۷۰۰ م شرق سه راه سلطانیه                                      | ۲۰۴۵۲     | ۱۳۸۶/۱۰/۱۲ |       |
| ۳۰   | قلعه نوادر                 |       | قرون اولیه اسلامی                               | شهرستان ابهر، بخش مرکزی، دهستان دولت‌آباد، ۹۸۰ م شمال روستای نایجوک                                                        | ۲۰۴۵۳     | ۱۳۸۶/۱۰/۱۲ |       |
| ۳۱   | تپه کول تپه ۲              |       | آهن ـ اشکانی ـ سلجوقی ـ ایلخانی                 | شهرستان ابهر، بخش سلطانیه، شهر سلطانیه، ۳۹۰۰ م جنوب شرق سه راه سلطانیه                                                    | ۲۰۴۵۴     | ۱۳۸۶/۱۰/۱۲ |       |
| ۳۲   | تپه غریب علی تپه           |       | اشکانی                                          | شهرستان ابهر، بخش مرکزی، شهر صایین قلعه، جنوب شهر، چسبیده به گورستان شهر                                                  | ۲۰۴۵۵     | ۱۳۸۶/۱۰/۱۲ |       |
| ۳۳   | تپه امامزاده قیاسیه        |       | آهن ـ هخامنشی ـ اشکانی                          | شهرستان ابهر، بخش مرکزی، دهستان سلطانیه، روستای قیاسیه، ۷۳۰ م جنوب روستا                                                  | ۲۰۴۵۶     | ۱۳۸۶/۱۰/۱۲ |       |
| ۳۴   | تپه گل تپه                 |       | سلجوقی                                          | شهرستان ابهر، بخش سلطانیه، دهستان سلطانیه، روستای ویر، ۲۴۵۰ م شرق روستا                                                   | ۲۰۴۵۷     | ۱۳۸۶/۱۰/۱۲ |       |
| ۳۵   | تپه چشمه قنبر              |       | برنز ـ آهن                                      | شهرستان ابهر، بخش سلطانیه، دهستان سلطانیه، ۳۷۰۰ م شرق روستای ویر                                                          | ۲۰۴۵۸     | ۱۳۸۶/۱۰/۱۲ |       |
| ۳۶   | تپه الله اکبر              |       | ایلخانی ـ صفویه                                 | شهرستان ابهر، بخش سلطانیه، دهستان سلطانیه، ۲۳۰۰ م شرق روستای حسین‌آباد                                                     | ۲۰۴۵۹     | ۱۳۸۶/۱۰/۱۲ |       |
| ۳۷   | محوطه گشه داش              |       | عصر آهن                                         | شهرستان ابهر، بخش مرکزی، دهستان در سجین، روستای ارکین، ۱۳۰۰ م جنوب روستا                                                  | ۲۰۴۶۰     | ۱۳۸۶/۱۰/۱۲ |       |
| ۳۸   | تپه امامزاده علی           |       | عصر آهن ـ قرون متأخر اسلامی                     | شهرستان ابهر، بخش مرکزی، دهستان دولت‌آباد، ۴۱۵ م جنوب شرقی روستای خوشنام                                                   | ۲۰۴۶۱     | ۱۳۸۶/۱۰/۱۲ |       |
| ۳۹   | قلعه تپه سروجهان           |       | سلجوقی ـ ایلخانی                                | شهرستان ابهر، بخش مرکزی، دهستان صایین قلعه، ۴۲۰ م شمال روستای سروجهان                                                     | ۲۰۴۶۲     | ۱۳۸۶/۱۰/۱۲ |       |
| ۴۰   | تپه داش قاباقی             |       | آهن ـ هخامنشی                                   | شهرستان ابهر، بخش مرکزی، دهستان سنبل آباد، روستای بویین                                                                   | ۲۰۴۹۹     | ۱۳۸۶/۱۰/۲۶ |       |
| ۴۱   | محوطه کوله خرابه           |       | صفویه                                           | شهرستان ابهر، بخش سلطانیه، دهستان سلطانیه، روستای حسین‌آباد                                                                | ۲۰۵۰۰     | ۱۳۸۶/۱۰/۲۶ |       |
| ۴۲   | تپه مزرعه علی بولاغی       |       | اشکانی                                          | شهرستان ابهر، بخش مرکزی، دهستان صایین قلعه، ۱۲۸۰ م شمال غرب روستای داش بولاغ                                              | ۲۰۵۰۱     | ۱۳۸۶/۱۰/۲۶ |       |
| ۴۳   | تپه بابا بیگلو             |       | سلجوقی ـ ایلخانی                                | شهرستان ابهر، بخش مرکزی، دهستان دره سجین، ۱۶۴۰ م جنوب غربی روستای ارکین                                                   | ۲۰۵۰۲     | ۱۳۸۶/۱۰/۲۶ |       |
| ۴۴   | تپه گنبد                   |       | ایلخانی                                         | شهرستان ابهر، بخش سلطانیه، دهستان سلطانیه، ۲۱۰۰ م شرق روستای کبود گنبد                                                    | ۲۰۵۰۴     | ۱۳۸۶/۱۰/۲۶ |       |
| ۴۵   | تپه سنبل‌آباد               |       | سلجوقی                                          | شهرستان ابهر، بخش سلطانیه، دهستان سلطانیه، روستای سنبل آباد، ۷۴۲۰ م جنوب شرق سه راه سلطانیه                               | ۲۰۵۰۵     | ۱۳۸۶/۱۰/۲۶ |       |
| ۴۶   | تپه دیوان بیگی ۲           |       | آهن                                             | شهرستان ابهر، بخش مرکزی، دهستان دولت‌آباد، ۱۹۵۰ متری جنوب شرق روستای آغور                                                  | ۲۰۵۰۶     | ۱۳۸۶/۱۰/۲۶ |       |
| ۴۷   | تپه تولکه                  |       | آهن                                             | شهرستان ابهر، بخش مرکزی، دهستان صایین قلعه، ۹۵۰ م شمال روستای ارهان                                                       | ۲۰۵۰۷     | ۱۳۸۶/۱۰/۲۶ |       |
| ۴۸   | قالا تپه سی                |       | اشکانی                                          | شهرستان ابهر، بخش سلطانیه، دهستان سلطانیه، ۲۸۰م جنوب شرق روستای اولنگ                                                     | ۲۰۵۰۸     | ۱۳۸۶/۱۰/۲۶ |       |
| ۴۹   | تپه یوسف‌آباد               |       | اشکانی                                          | شهرستان ابهر، بخش سلطانیه، دهستان سلطانیه، روستای یوسف آباد                                                               | ۲۰۵۰۹     | ۱۳۸۶/۱۰/۲۶ |       |
| ۵۰   | تپه قوش خانه               |       | ایلخانی                                         | شهرستان ابهر، بخش سلطانیه، شهرسلطانیه، ۱۵۷۰ م غرب گنبد سلطانیه، ۶۴۷ م شمال غرب مقبره ملا حسن کاشی                         | ۲۰۵۱۰     | ۱۳۸۶/۱۰/۲۶ |       |
| ۵۱   | تپه برج خان                |       | آهن                                             | شهرستان ابهر، بخش سلطانیه، دهستان سلطانیه، حدود ۲۵۰۰ م جنوب غرب روستای یوسف آباد                                          | ۲۰۵۱۱     | ۱۳۸۶/۱۰/۲۶ |       |
| ۵۲   | تپه فخره ۱                 |       | قرون اولیه و میانه اسلامی                       | شهرستان ابهر، بخش مرکزی، دهستان صایین قلعه، ۴۶۰۰ م شمال غرب روستای عمیدآباد                                               | ۲۰۵۱۲     | ۱۳۸۶/۱۰/۲۶ |       |
| ۵۳   | تپه کولوک‌لر                |       | سلجوقی                                          | شهرستان ابهر، بخش سلطانیه، دهستان سنبل آباد، ۱۹۶۰ م جنوب شرق روستای بویین                                                 | ۲۰۵۱۳     | ۱۳۸۶/۱۰/۲۶ |       |
| ۵۴   | تپه قمیشلی                 |       | آهن                                             | شهرستان ابهر، بخش مرکزی، دهستان صایین قلعه، روستای الگزیر، ۵۳۰۰ م شرق روستا                                               | ۲۰۵۱۴     | ۱۳۸۶/۱۰/۲۶ |       |
| ۵۵   | تپه گوی سده                |       | مس و سنگ ـ برنز ـ آهن ـ اشکانی                  | شهرستان ابهر، بخش مرکزی، دهستان دولت‌آباد، ۲۳۸۰ م روستای گلی، حد فاصل خوشنام و گلی                                         | ۲۰۵۱۵     | ۱۳۸۶/۱۰/۲۶ |       |
| ۵۶   | تپه خرابه کت یری           |       | صفویه                                           | شهرستان ابهر، بخش سلطانیه، دهستان سلطانیه، شمال روستای کنگه                                                               | ۲۰۵۱۶     | ۱۳۸۶/۱۰/۲۶ |       |
| ۵۷   | گورستان آرادره             |       | آهن                                             | شهرستان ابهر، بخش سلطانیه، دهستان سلطانیه، ۴۸۰ م جنوب غرب روستای قیاسیه                                                   | ۲۰۵۱۷     | ۱۳۸۶/۱۰/۲۶ |       |
| ۵۸   | محوطه ملک بولاغی           |       | ساسانی                                          | شهرستان ابهر، بخش سلطانیه، دهستان سلطانیه، روستای ویک                                                                     | ۲۰۵۱۸     | ۱۳۸۶/۱۰/۲۶ |       |
| ۵۹   | گوللر تپه سی               |       | اشکانی                                          | شهرستان ابهر، بخش مرکزی، دهستان صایین قلعه، روستای جداقیه                                                                 | ۲۰۵۱۹     | ۱۳۸۶/۱۰/۲۶ |       |
| ۶۰   | تپه امامزاده کبود گنبد     |       | ایلخانی                                         | شهرستان ابهر، بخش سلطانیه، دهستان سلطانیه، روستای کبود گنبد، ۹۵۰ م شمال روستا                                             | ۲۰۵۲۰     | ۱۳۸۶/۱۰/۲۶ |       |
| ۶۱   | منجقلی تپه                 |       | هخامنشی ـ ساسانی ـ سلجوقی                       | شهرستان ابهر، بخش مرکزی، دهستان دولت‌آباد، روستای گلی، ۱۳۰۰ م غرب روستا                                                    | ۲۰۵۲۱     | ۱۳۸۶/۱۰/۲۶ |       |
| ۶۲   | محوطه گوره چال             |       | کالکولتیک ـ برنز                                | شهرستان ابهر، بخش مرکزی، دهستان صایین قلعه، روستای کبود چشمه، ۷۸۰ م جنوب امامزاده یعقوب، کنار جاده خاکی کبود چشمه         | ۲۰۵۲۲     | ۱۳۸۶/۱۰/۲۶ |       |
| ۶۳   | تپه الملکی ۱               |       | آهن                                             | شهرستان ابهر، بخش سلطانیه، دهستان سلطانیه، یک کیلومتری شرق روستای الملکی ۱                                                | ۲۰۵۲۳     | ۱۳۸۶/۱۰/۲۶ |       |
| ۶۴   | قاراچه تپه سی              |       | صفویه                                           | شهرستان ابهر، بخش مرکزی، دهستان صایین قلعه، روستای کبود چشمه                                                              | ۲۰۵۲۴     | ۱۳۸۶/۱۰/۲۶ |       |
| ۶۵   | محوطه گوور مزاره           |       | آهن ـ سلجوقی ـ ایلخانی                          | شهرستان ابهر، بخش سلطانیه، غرب روستای ویک، چسبیده به خانه‌های روستایی                                                      | ۲۰۵۲۵     | ۱۳۸۶/۱۰/۲۶ |       |
| ۶۶   | محوطه خرابه لر             |       | آهن                                             | شهرستان ابهر، بخش سلطانیه، دهستان سلطانیه، روستای یوسف آباد                                                               | ۲۰۵۲۶     | ۱۳۸۶/۱۰/۲۶ |       |
| ۶۷   | معدن شیخ سوره              |       | سلجوقی ـ ایلخانی                                | شهرستان ابهر، بخش مرکزی، دهستان سلطانیه، روستای ارجین                                                                     | ۲۰۵۲۷     | ۱۳۸۶/۱۰/۲۶ |       |
| ۶۸   | تپه مرز آلته               |       | آهن ـ هخامنشی                                   | شهرستان ابهر، بخش سلطانیه، دهستان سلطانیه، روستای قره بولاغ                                                               | ۲۰۵۲۸     | ۱۳۸۶/۱۰/۲۶ |       |
| ۶۹   | تپه ارمنی یوردی            |       | آهن ـ اشکانی ـ ساسانی                           | شهرستان ابهر، بخش مرکزی، دهستان دولت‌آباد، روستای چشین                                                                     | ۲۰۵۲۹     | ۱۳۸۶/۱۰/۲۶ |       |
| ۷۰   | تپه چهار داخ               |       | آهن                                             | شهرستان ابهر، بخش سلطانیه، دهستان سلطانیه، ۷۲۰ م شمال روستای کبود گنبد                                                    | ۲۰۵۳۰     | ۱۳۸۶/۱۰/۲۶ |       |
| ۷۱   | تپه کت یری                 |       | سلجوقی                                          | شهرستان ابهر، بخش سلطانیه، دهستان سلطانیه، ۵۳۰ م جنوب روستای آغزوج                                                        | ۲۰۵۳۴     | ۱۳۸۶/۱۰/۲۶ |       |
| ۷۲   | تپه شایین                  |       | سلجوقی                                          | شهرستان ابهر، بخش سلطانیه، دهستان سلطانیه روستای ارجین                                                                    | ۲۰۵۳۵     | ۱۳۸۶/۱۰/۲۶ |       |
| ۷۳   | تپه دوزه دره               |       | آهن ـ اشکانی ـ ساسانی                           | شهرستان ابهر، بخش مرکزی، دهستان صایین قلعه، ۲۲۰۰ م شمال شرق روستای ارهان                                                  | ۲۰۵۳۶     | ۱۳۸۶/۱۰/۲۶ |       |
| ۷۴   | کوزه‌گر تپه سی              |       | هخامنشی                                         | شهرستان ابهر، بخش مرکزی، دهستان دولت‌آباد، ۸۷۰م شرق روستای نایجوک                                                          | ۲۰۵۳۷     | ۱۳۸۶/۱۰/۲۶ |       |
| ۷۵   | محوطه سویوخ بولاغ          |       | آهن                                             | شهرستان ابهر، بخش مرکزی، دهستان دولت‌آباد، روستای ینگه کند                                                                 | ۲۰۵۳۸     | ۱۳۸۶/۱۰/۲۶ |       |
| ۷۶   | قلعه قیزلارقلعه‌سی          |       | ایلخانی                                         | شهرستان ابهر، بخش سلطانیه، دهستان سلطانیه، روستای اسدآباد                                                                 | ۲۰۵۳۹     | ۱۳۸۶/۱۰/۲۶ |       |
| ۷۷   | محوطه آغ یازو              |       | اشکانی ـ ساسانی                                 | شهرستان ابهر، بخش مرکزی، دهستان دولت‌آباد، روستای ینگه کند                                                                 | ۲۰۵۴۰     | ۱۳۸۶/۱۰/۲۶ |       |
| ۷۸   | سرهنگ تپه                  |       | آهن                                             | شهرستان ابهر، بخش سلطانیه، دو کیلومتری غرب روستای عباس‌آباد                                                                | ۲۰۵۴۱     | ۱۳۸۶/۱۰/۲۶ |       |
| ۷۹   | تپه کاروان‌سرا              |       | اشکانی                                          | شهرستان ابهر، بخش سلطانیه، دهستان سلطانیه، روستای قره بلاغ، ۳۰۰ م غرب سه راه سلطانیه                                      | ۲۰۵۴۲     | ۱۳۸۶/۱۰/۲۶ |       |
| ۸۰   | تپه منجوق تپه              |       | سلجوقی                                          | شهرستان ابهر، بخش مرکزی، دهستان صایین قلعه، روستای ارهان، بخش شمال غربی روستا                                             | ۲۰۵۴۳     | ۱۳۸۶/۱۰/۲۶ |       |
| ۸۱   | کت یری                     |       | اشکانی                                          | شهرستان ابهر، بخش مرکزی، دهستان صایین قلعه، روستای کبود چشمه                                                              | ۲۰۵۴۴     | ۱۳۸۶/۱۰/۲۶ |       |
| ۸۲   | تپه صفر اولن               |       | آهن                                             | شهرستان ابهر، بخش مرکزی، دهستان دولت‌آباد، روستای ینگه کند، ۱۳۰۰ م جنوب غربی روستا                                         | ۲۰۵۴۵     | ۱۳۸۶/۱۰/۲۶ |       |
| ۸۳   | تپه سایط                   |       | سلجوقی                                          | شهرستان ابهر، بخش مرکزی، دهستان دولت‌آباد، کنار روستای گلی                                                                 | ۲۰۵۴۶     | ۱۳۸۶/۱۰/۲۶ |       |
| ۸۵   | تپه قانچی خرابه سی         |       | ایلخانی ـ صفویه                                 | شهرستان ابهر، بخش مرکزی، دهستان صایین قلعه، روستای چرگر                                                                   | ۲۰۵۴۷     | ۱۳۸۶/۱۰/۲۶ |       |
| ۸۶   | تپه نور تپه                |       | اشکانی                                          | شهرستان ابهر، بخش سلطانیه، دهستان سلطانیه، روستای قیاسیه                                                                  | ۲۰۵۴۸     | ۱۳۸۶/۱۰/۲۶ |       |
| ۸۷   | قلعه بیوک خان              |       | دوره تیموری                                     | شهرستان ابهر، بخش مرکزی، دهستان دولت‌آباد، منتهی الیه شرق روستای امیربستاق                                                 | ۲۰۵۴۹     | ۱۳۸۶/۱۰/۲۶ |       |
| ۸۸   | تپه چخماق داشه             |       | عصرآهن                                          | شهرستان ابهر، بخش مرکزی، دهستان صایین قلعه، روستای کبود چشمه                                                              | ۲۰۵۵۰     | ۱۳۸۶/۱۰/۲۶ |       |
| ۸۹   | محوطه بوروخ تپه            |       | مس و سنگ                                        | شهرستان ابهر، بخش سلطانیه، دهستان سلطانیه، حدود دو کیلومتری غرب روستای یوسف آباد                                          | ۲۰۵۵۱     | ۱۳۸۶/۱۰/۲۶ |       |
| ۹۰   | تپه خرابه دربند            |       | آهن ـ سلجوقی ـ صفویه                            | شهرستان ابهر، بخش سلطانیه، دهستان سلطانیه، ۴۴۰۰ م غرب روستای ترکانده، حدود دو کیلومتری امامزاده                           | ۲۰۵۵۲     | ۱۳۸۶/۱۰/۲۶ |       |
| ۹۱   | محوطه کولوک                |       | قرون متأخر اسلامی                               | شهرستان ابهر، بخش سلطانیه، دهستان سنبل آباد، ۱۵۰۰ م غرب روستای ولایش                                                      | ۲۰۵۵۳     | ۱۳۸۶/۱۰/۲۶ |       |
| ۹۲   | تپه امامزاده طهماسب‌آباد    |       | عصر آهن                                         | شهرستان ابهر، بخش سلطانیه، ۵۳۰ م جنوب روستای طهماسب آباد                                                                  | ۲۰۵۵۴     | ۱۳۸۶/۱۰/۲۶ |       |
| ۹۳   | تپه خرابه لر               |       | عصر آهن ـ اشکانی                                | شهرستان ابهر، بخش مرکزی، دهستان صایین قلعه، روستای کبود چشمه                                                              | ۲۰۵۵۵     | ۱۳۸۶/۱۰/۲۶ |       |
| ۱۲۳  | محوطه علی‌آباد ۲            |       | قرون میانه اسلامی                               | شهرستان ابهر، بخش مرکزی، دهستان صایین قلعه، روستای هیدج                                                                   | ۲۰۵۵۶     | ۱۳۸۶/۱۰/۲۶ |       |
| ۱۲۴  | قلعه آغور                  |       | تیموری                                          | شهرستان ابهر، بخش مرکزی، دهستان دولت‌آباد، روستای آغور                                                                     | ۲۰۵۵۷     | ۱۳۸۶/۱۰/۲۶ |       |
| ۱۲۵  | گورستان ترکانده گدیگه      |       | آهن                                             | شهرستان ابهر، بخش سلطانیه، دهستان سلطانیه، روستای ترکانده                                                                 | ۲۰۵۵۸     | ۱۳۸۶/۱۰/۲۶ |       |
| ۱۲۶  | محوطه قلاجیه               |       | هخامنشی ـ اشکانی                                | شهرستان ابهر، بخش مرکزی، دهستان سجین، ۳۷۰۰ م شرق روستای ارکین                                                             | ۲۰۵۵۹     | ۱۳۸۶/۱۰/۲۶ |       |
| ۱۲۷  | محوطه قالا                 |       | اشکانی ـ ساسانی                                 | شهرستان ابهر، بخش مرکزی، دهستان صایین قلعه، روستای کبود چشمه                                                              | ۲۰۵۶۰     | ۱۳۸۶/۱۰/۲۶ |       |
| ۱۲۸  | برکه مصطفی خان             |       | ایلخانی                                         | شهرستان ابهر، بخش سلطانیه، حدود ۳ کیلومتری شمال شرق شهر سلطانیه                                                           | ۲۰۵۶۱     | ۱۳۸۶/۱۰/۲۶ |       |
| ۱۲۹  | تپه المکی ۲                |       | آهن                                             | شهرستان ابهر، بخش مرکزی، ۱۲۰۰ م شرق روستای المکی                                                                          | ۲۰۵۶۲     | ۱۳۸۶/۱۰/۲۶ |       |
| ۱۳۰  | اوچ‌تپه                     |       | ایلخانی                                         | شهرستان ابهر، بخش مرکزی، دهستان سلطانیه، شهر سلطانیه، داخل چمن سلطانیه                                                    | ۲۲۱۸۴     | ۱۳۸۶/۱۲/۲۶ |       |
| ۱۳۱  | تپه محمد قلی کریز ۳        |       | اشکانی ـ ساسانی                                 | شهرستان ابهر، بخش مرکز ی، دهستان سلطانیه، روستای خیرآباد، ۱۴۳۰ م جنوب غرب روستا                                           | ۲۲۱۸۵     | ۱۳۸۶/۱۲/۲۶ |       |
| ۱۳۲  | تپه تاقچالار               |       | آهن ـ اشکانی                                    | شهرستان ابهر، بخش سلطانیه، دهستان سلطانیه، ۷۲۴ م شمال غرب روستای کبود گنبد                                                | ۲۲۱۸۶     | ۱۳۸۶/۱۲/۲۶ |       |
| ۱۳۳  | تپه خراسانلو ۱             |       | مس وسنگ                                         | شهرستان ابهر، بخش مرکزی، دهستان صایین قلعه، ۱۲۲۰ م شمال روستای خراسانلو                                                   | ۲۲۱۸۷     | ۱۳۸۶/۱۲/۲۶ |       |
| ۱۳۴  | تپه قوش قانا               |       | آهن ـ هخامنشی ـ اشکانی                          | شهرستان ابهر، بخش مرکزی، دهستان صایین قلعه، روستای سرو جان، دو کیلومتری جنوب روستا                                        | ۲۲۱۸۸     | ۱۳۸۶/۱۲/۲۶ |       |
| ۱۳۵  | تپه میدان امیربستاق        |       | برنز ـ آهن                                      | شهرستان ابهر، بخش مرکز ی، دهستان دولت‌آباد، ۱۰۰۰ م جنوب شرقی روستای امیر بستاق                                             | ۲۲۱۸۹     | ۱۳۸۶/۱۲/۲۶ |       |
| ۱۳۶  | تپه قیه                    |       | مفرغ ـ آهن ـ تاریخی ـ قرون اولیه اسلام          | شهرستان ابهر، بخش مرکزی، دهستان صایین قلعه، روستای کوه زین، ۴۰۰ م شمال روستای کوه زین                                     | ۲۲۱۹۰     | ۱۳۸۶/۱۲/۲۶ |       |
| ۱۳۷  | قلعه حوض له                |       | قرون اولیه اسلامی                               | شهرستان ابهر، بخش مرکز ی، دهستان صایین قلعه، روستای گاو دره، روی ارتفاعات شمال غرب روستا                                  | ۲۲۱۹۱     | ۱۳۸۶/۱۲/۲۶ |       |
| ۱۳۸  | جیران تپه                  |       | آهن                                             | شهرستان ابهر، بخش مرکزی، دهستان صایین قلعه، روستای چرگر، ۲۱۰ م جنوب اتوبان زنجان                                          | ۲۲۱۹۲     | ۱۳۸۶/۱۲/۲۶ |       |
| ۱۳۹  | تپه زرنگول ۳               |       | آهن                                             | شهرستان ابهر، بخش مرکز ی، دهستان صایین قلعه، ۲۳۹۰ م جنوب شرقی روستای چرگر                                                 | ۲۲۱۹۳     | ۱۳۸۶/۱۲/۲۶ |       |
| ۱۴۰  | تپه زرنگول ۱               |       | آهن                                             | شهرستان ابهر، بخش مرکزی، دهستان صایین قلعه، ۱۹۵۰ م جنوب شرقی روستای چرگر                                                  | ۲۲۱۹۴     | ۱۳۸۶/۱۲/۲۶ |       |
| ۱۴۱  | تپه امامزاده یحیی          |       | برنز ـ آهن                                      | شهرستان ابهر، بخش مرکز ی، دهستان صایین قلعه، جنوب شهر صایین قلعه، واقع در حیاط امامزاده یحیی                              | ۲۲۱۹۶     | ۱۳۸۶/۱۲/۲۶ |       |
| ۱۴۲  | تپه امامزاده دوسنگان       |       | قرون میانه اسلامی                               | شهرستان ابهر، بخش سلطانیه، دهستان سنبل آباد، روستای دوسنگان، ۸۵۰ م جنوب شرق روستای دوسنگان                                | ۲۲۱۹۷     | ۱۳۸۶/۱۲/۲۶ |       |
| ۱۴۳  | تپه کوه سنگر               |       | اشکانی                                          | شهرستان ابهر، بخش مرکزی، دهستان صایین قلعه، یک کیلومتری شمال روستای کوه زین                                               | ۲۲۱۹۸     | ۱۳۸۶/۱۲/۲۶ |       |
| ۱۴۴  | تپه علی‌آباد ۱              |       | اشکانی                                          | شهرستان ابهر، بخش مرکز ی، دهستان صایین قلعه، روستای هیدج، ۲۹۰۰ م جنوب شهر هیدج                                            | ۲۲۱۹۹     | ۱۳۸۶/۱۲/۲۶ |       |
| ۱۴۵  | تپه آغ بولاغ               |       | مس و سنگ ـ آهن ـ اشکانی ـ ساسانی                | شهرستان ابهر، بخش مرکز ی، دهستان دولت‌آباد، روستای چشمه بار، ۱۳۰۰ م شمال شرقی روستا                                        | ۲۲۲۰۰     | ۱۳۸۶/۱۲/۲۶ |       |
| ۱۴۶  | قلعه دختر (باکو)           |       | اشکانی                                          | شهرستان ابهر، بخش مرکزی، دهستان دره سجین، روستای توده بین، ۲۴۰۰ م جنوب سد توده بین                                        | ۲۳۲۴۸     | ۱۳۸۷/۰۶/۱۸ |       |
| ۱۴۷  | تپه گوزی                   |       | سلجوقی                                          | شهرستان ابهر، بخش مرکزی، دهستان دره سجین، روستای رازمجین، ۹۴۰ م ج. ش روستای خلیفه حصار                                    | ۲۳۲۴۹     | ۱۳۸۷/۰۶/۱۸ |       |
| ۱۴۸  | آل خرابه سی                |       | ایلخانی ـ صفویه                                 | شهرستان ابهر، بخش سلطانیه، دهستان سلطانیه، ۳۵۰۰ م شمال شرقی روستای کاکا آباد                                              | ۲۳۲۵۰     | ۱۳۸۷/۰۶/۱۸ |       |
| ۱۴۹  | محوطه خرابه نادرآباد       |       | صفویه                                           | شهرستان ابهر، بخش سلطانیه، دهستان سلطانیه، ۲۱۷۰ م جنوب روستای نادرآباد                                                    | ۲۳۲۵۱     | ۱۳۸۷/۰۶/۱۸ |       |